# アンダーソン郡 (ケンタッキー州)

ケンタッキー州内の位置

アンダーソン郡（Anderson County）は、アメリカ合衆国ケンタッキー州内に位置する郡である。人口は19,111人（2000年）。郡庁所在地はローレンスバーグである。名称はケンタッキー州選出アメリカ合衆国下院議員「w:Richard Clough Anderson, Jr.」に由来する。

## 地理
アメリカ合衆国統計局によると、この郡は総面積529 km2 (204 mi2) である。このうち525 km2 (203 mi2) が陸地で4 km2 (2 mi2) が水地域である。総面積の0.79%が水地域となっている。

### 隣接する郡
- フランクリン郡  (北)
- ウッドフォード郡  (東)
- マーサー郡  (南東)
- ワシントン郡  (南)
- ネルソン郡  (南西)
- スペンサー郡  (西)
- シェルビー郡  (北西)

## 人口動勢
2000年国勢調査で、この郡は人口19,111人、7,320世帯、及び5,526家族が暮らしている。人口密度は36/km2 (94/mi2) である。15/km2 (38/mi2) の平均的な密度に7,752軒の住宅が建っている。この都市の人種的な構成は白人96.53%、アフリカン・アメリカン2.35%、先住民0.12%、アジア0.12%、太平洋諸島系0.01%、その他の人種0.17%、及び混血0.70%である。ここの人口の0.80%はヒスパニックまたはラテン系である。
この郡内の住民は26.60%が18歳未満の未成年、18歳以上24歳以下が7.40%、25歳以上44歳以下が32.40%、45歳以上64歳以下が22.70%、及び65歳以上が10.80%にわたっている。中央値年齢は36歳である。女性100人ごとに対して男性は95.60人である。18歳以上の女性100人ごとに対して男性は93.00人である。
この郡内の世帯ごとの平均的な収入は45,433米ドルであり、家族ごとの平均的な収入は50,837米ドルである。男性は33,125米ドルに対して女性は25,053米ドルの平均的な収入がある。この郡の一人当たりの収入 (per capita income) は18,621米ドルである。人口の7.50%及び家族の13.10% は貧困線以下である。全人口のうち18歳未満の8.70%及び65歳以上の13.10%は貧困線以下の生活を送っている。

## 都市及び町
- ローレンスバーグ